# Governatori generali della Giamaica
I Governatori generali della Giamaica dal 1962 (istituzione della carica) sono i seguenti.

## Lista
| Governatore | Governatore        | Mandato          | Mandato          | Note       |
| Governatore | Governatore        | Dal              | Al               | Note       |
| ----------- | ------------------ | ---------------- | ---------------- | ---------- |
|             | Kenneth Blackburne | 6 agosto 1962    | 30 novembre 1962 |            |
|             | Clifford Campbell  | 1º dicembre 1962 | 2 marzo 1973     |            |
|             | Herbert Duffus     | 2 marzo 1973     | 27 giugno 1973   | ad interim |
|             | Florizel Glasspole | 27 giugno 1973   | 31 marzo 1991    |            |
|             | Edward Zacca       | 31 marzo 1991    | 1 agosto 1991    | ad interim |
|             | Howard Cooke       | 1 agosto 1991    | 15 febbraio 2006 |            |
|             | Kenneth O. Hall    | 15 febbraio 2006 | 26 febbraio 2009 |            |
|             | Patrick Allen      | 26 febbraio 2009 | in carica        |            |